# موريندا سيتريفوليا
موريندا سيتريفوليا (بالإنجليزية: Morinda citrifolia)‏ هي شجرة فاكهة من فصيلة فوية. يمتد نطاقها الأصلي عبر جنوب شرق آسيا وأستراليا، وكانت تنتشر عبر المحيط الهادئ من قبل البحارة البولينيزيين. ويزرع هذا النوع الآن في جميع أنحاء المناطق المدارية ويتجنس على نطاق واسع. من بين حوالي 100 اسم للفاكهة عبر مناطق مختلفة ، هناك الأسماء الإنجليزية ومن بين حوالي 100 اسم للفاكهة في مختلف المناطق الأسماء الإنجليزية الأكثر شيوعا للموريندا الكبرى ، والمولبيري الهندي ، ونوني ، والمولبيري الساحلية ، وفاكهة الجبن.
الرائحة القوية للفاكهة الطازجة التي تشبه القيء جعلتها غذاء مجاعة في معظم المناطق ، ولكنها لا تزال غذاء رئيسيا بين بعض الثقافات ، وقد استخدمت في الطب التقليدي. في السوق الاستهلاكية ، تم إدخاله كمكمل في أشكال مختلفة ، مثل الكبسولات ، والمنتجات الجلدية ، والعصائر.

النوني في المقطع العرضي

## الموائل المتنامية
موريندا سيتريفوليا تنمو في الغابات الظليلة ، وكذلك على الشواطئ الصخرية أو الرملية المفتوحة. فهي تصل إلى مرحلة النضج في غضون 18 شهراً تقريباً ، ثم تدر ما بين 4 و8 كيلوغرامات (8.8 و17.6 رطل) من الفاكهة كل شهر على مدار العام. وهي تتحمل التربة المالحة ، والجفاف والظروف المناخية ، والتربة الثانوية. وبالتالي فهو موجود في مجموعة واسعة متنوعة من الموائل: التيرانين البركاني ، وسواحل الحمم ،و مخلفات الحجر الجيري ، وكذلك في الجزر المرجانية الكورالية. فقد يصل طولها إلى 9 أمتار (30 قدماً) ، ولديها أوراق كبيرة ، بسيطة ، خضراء داكنة ، لامعة وعنقية عميقة.
النبات يحمل الزهور والفواكه طوال العام. الفاكهة هي فاكهة متعددة لها رائحة ثقيلة عند نضوجها ، ومن ثم تعرف أيضا باسم فاكهة الجبن أو فاكهة القيء. وهو بيضاوي الشكل ويصل إلى 10-18 سنتيمتراً (3.9-7.1 في الحجم). في البداية ، تتحول الفاكهة إلى اللون الأصفر ثم الأبيض تقريبا كما ينضج. يحتوي على العديد من البذور .
موريندا سيتريفوليا جذابة بشكل خاص للنمل النسر ، التي تصنع أعشاش من أوراق الشجرة. هذا النمل يحمي النبات من بعض الحشرات الطفيلية النباتية. كما أن رائحة الفاكهة تجذب خفافيش الفاكهة ، التي تساعد في تفريق البذور. وهناك نوع من ذبابة الفاكهة ، دروسوفيلا سيشيليا ، تتغذى حصرا على هذه الفواكه.

## الاستخدامات

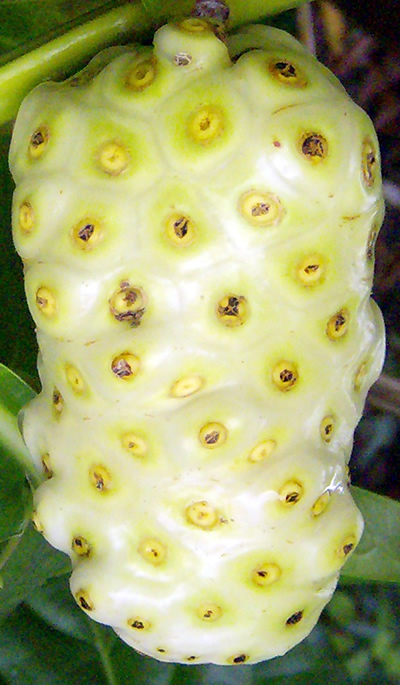
فاكهة النوني

تم إدخال مجموعة متنوعة من المشروبات (مشروبات العصير) ، المساحيق (من الفواكه المجففة أو غير المجففة) ، منتجات التجميل (المستنقعات ، الصابون) ، النفط (من البذور) ، مساحيق الأوراق (للتغليف أو الحبوب) إلى سوق المستهلك.

### طعام
ويطلق على نوني أحياناً اسم «فاكهة الجوع» ، مما يعني ضمناً أن الشعوب الأصلية استخدمتها كغذاء طارئ في أوقات المجاعة. وعلى الرغم من رائحتها القوية وطعمها المر ، إلا أن الفاكهة كانت تؤكل كطعام مجاعة. وفي بعض جزر المحيط الهادئ ، حتى كغذاء رئيسي ، إما نيء أو المطبوخ. جنوب شرق آسيا و الأستراليين السكان الأصليين يستهلكون الفاكهة مع الملح أو طهيها مع الكاري. البذور صالحة للأكل عندما تشوي. وفي المطبخ التايلاندي ، تُستخدم الأوراق (المعروفة باسم باي-يو) كخضروات خضراء ، وهي المكون الرئيسي للكينغ-باي-يو ، الذي يطهى بحليب جوز الهند. وتضاف الفاكهة كعنصر سلطة إلى بعض الاكلات.

### الطب التقليدي
يمكن استخدام الفاكهة الخضراء والأوراق والجذور أو الريزومات في الثقافات البولينيزية كغذاء تونيك عام ، بالإضافة إلى مكانتها التقليدية في الثقافة البولينيزية كغذاء مجاعة. على الرغم من أن موريندا تعتبر ذات خصائص بيولوجية في الطب التقليدي ، لا يوجد دليل مؤكد على الفعالية السريرية لأي استخدام مقصود. في عام 2018 ، أصدرت شركة هاواي لصناعة الأغذية النووية ومنتجات الرعاية الحليقة رسالة تحذير من هيئة التنمية الحرجية لتسويق الأدوية غير المعتمدة وتقديم ادعاءات صحية زائفة في انتهاك لقانون الغذاء والدواء والتجميل الأمريكي.

### الأصباغ
بين الشعوب الأسترونيزية ، كانت نوني تستخدم تقليديا في المقام الأول لإنتاج الأصباغ. تم نقلها إلى جزر المحيط الهادئ كنباتات زورق من قبل المسافرين الأسترونيزيين. وينتج نباح موريندا صبغة من البندورة البنفسجية التي قد تستخدم لصنع الباتيك. في هاواي ، يتم استخراج الصبغ الأصفر من جذوره إلى قماش الصبغ 

## المغذيات والمواد الكيميائية النباتية
موريندا سيتريفوليا مسحوق الفاكهة يحتوي على الكربوهيدرات والألياف الغذائية بكميات معتدلة. من الواضح أن هذه المغذيات الكبيرة توجد في لب الفاكهة ، حيث يحتوي عصير سيتروفيليا على محتوى مغذي ضئيل. وتشمل المغذيات الدقيقة الرئيسية لمسحوق لب السيتريفوليا فيتامين ج والنياسين (فيتامين ب 3) والحديد والبوتاسيوم. ويتواجد فيتامين أ والكالسيوم والصوديوم بكميات معتدلة. عندما يتم تحليل عصير السيتريفوليا (M. Citrifolia) وحده ومقارنته بمسحوق اللب ، يتم الاحتفاظ بفيتامين سي فقط بكمية (34 ملغ لكل 100 غرام عصير) والتي تشكل 64% من محتوى البرتقال الناري الخام (53 ملغ لكل 100 غرام أو 89% من القيمة اليومية). مستويات الصوديوم في عصير السيتروفيليا (حوالي 3٪ من المدخول الغذائي المرجعي ، DRI)  مرتفعة مقارنة بالبرتقال ، ومحتوى البوتاسيوم معتدل.
تحتوي فاكهة موريندا سيتريفوليا على عدد من الكيماويات النباتية ، بما في ذلك الليغنان ، والأوليجو ، والبوليساكاريدات ، والفلافونويدات ، والأيرودات ، والأحماض الدهنية ، والسكوبوليتين ، والكاتشين ، وبيتا-سيتوستيرول ، والدمناكانثال ، والقلويدات. وعلى الرغم من دراسة هذه المواد لأغراض النشاط الأحيائي ، فإن البحوث غير كافية لاستنتاج أي شيء عن آثارها على صحة الإنسان.

## صور

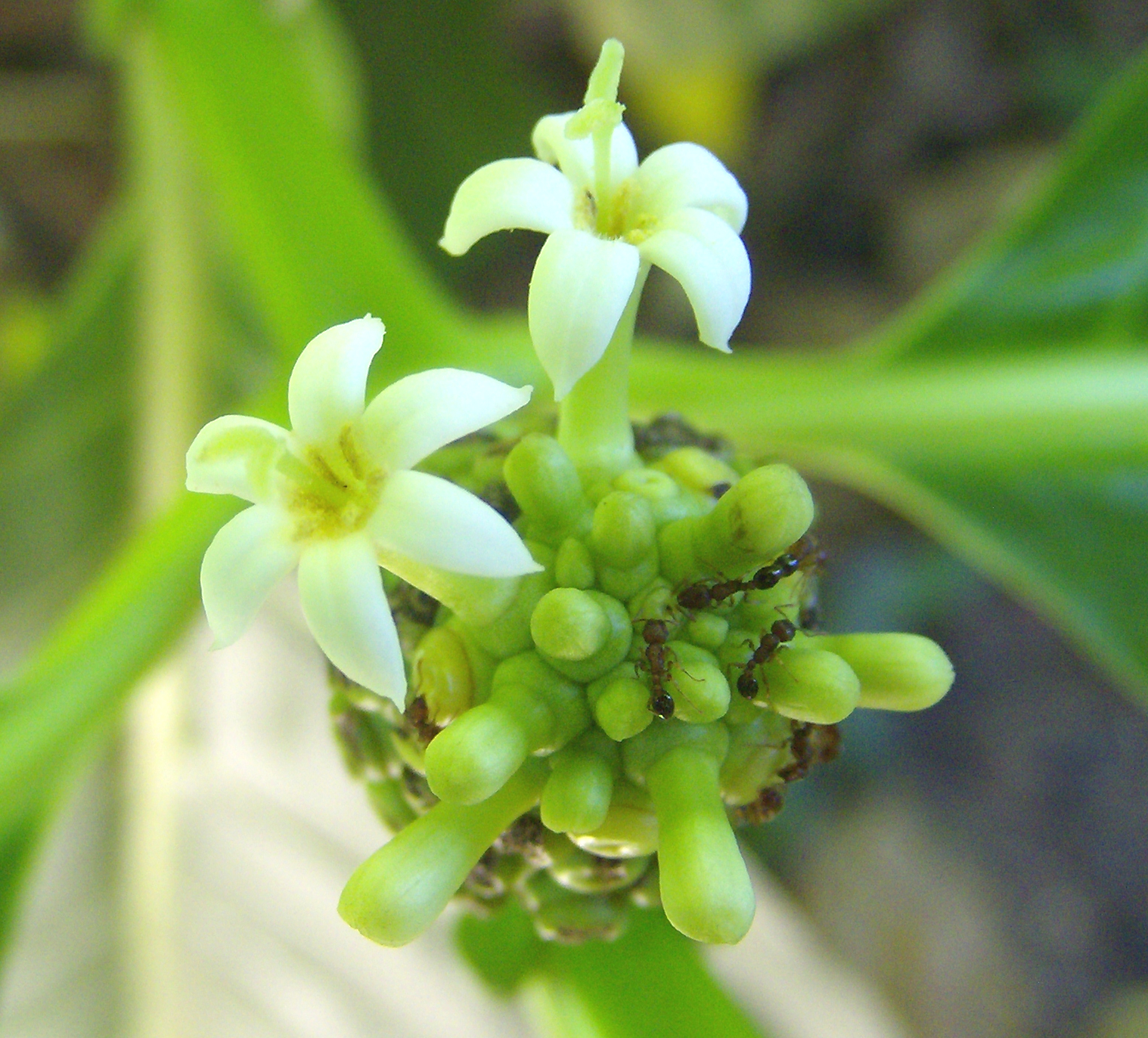
زهرة سيتريفوليا
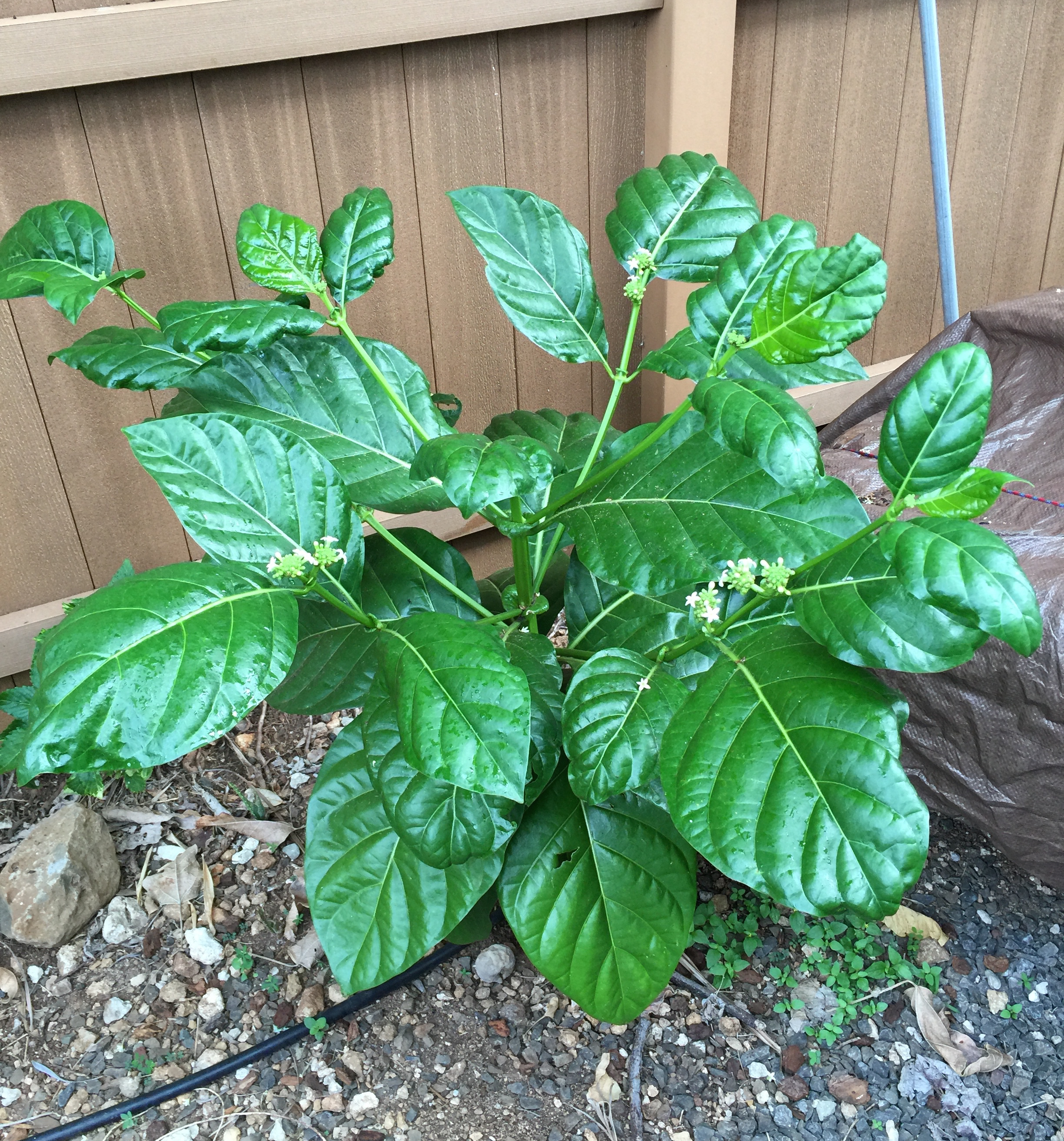
نوني صغير ينمو في أواهو ، هاواي